# Huangjin shidai
Huangjin shidai, comercialitzada com The Golden Era (xinès simplificat: 黄金时代, pinyin: Huángjīn shídài) és una pel·lícula de drama biogràfic xinesa-hongkonesa de 2014 dirigida per Ann Hui, escrita i produïda per Li Qiang i protagonitzada per Tang Wei i Feng Shaofeng. Tang interpreta a Xiao Hong, mentre que Feng interpreta a Xiao Jun, dos dels escriptors més importants de la Xina del segle xx. Altres personatges destacats inclouen Lu Xun (interpretat per Wang Zhiwen), Duanmu Hongliang (interpretat per Zhu Yawen) i Ding Ling (interpretat per Hao Lei).
La pel·lícula va ser estrenada durant la celebració de la 71a Mostra Internacional de Cinema de Venècia. Va ser elegida com una de les candidates d'Hong Kong per a la Millor Pel·lícula de Llengua Estrangera als Premis Oscar de 2014, però finalment no va ser nominada. La pel·lícula va guanyar els premis de millor pel·lícula i millor director als Hong Kong Film Awards.

## Repartiment
- Tang Wei com Xiao Hong.
- Feng Shaofeng com Xiao Jun.
- Wang Zhiwen com Lu Xun.
- Zhu Yawen com Duanmu Hongliang.
- Huang Xuan com Luo Binji.
- Hao Lei com Ding Ling.
- Yuan Quan com Mei Zhi.
- Tian Yuan
- Ding Jiali
- Wang Qianyuan
- Zhang Luyi
- Sha Yi
- Zu Feng
- Zhang Yi
- Feng Lei
- Yuan Wenkang
- Chen Yuemo
- Wang Ziyi
- Zhang Jiayi
- Wang Jingchun
- Yang Xue
- Jiao Gang
- Zhang Bo
- Zhang Yao
- Ke Lan
- Tang Yixin
- Wang Kai com Jin Yi.

## Producció
La idea de la pel·lícula es remunta a 2004, quan Ann Hui i el guionista xinès Li Qiang van discutir el seu interès a escriure una història que involucrés a les escriptores de principis del segle xx, Xiao Hong (el pseudònim de Zhang Naiying) i Ding Ling. Les recerques realitzades per Hui i Qiang van suscitar preocupació per la possible censura del govern a causa de les crítiques obertes de Ding Ling al Partit Comunista al llarg de la seva vida. En 2007, Hui i Qiang van decidir centrar-se en Xiao Hong, després d'un suggeriment de la companyia de producció Cheerland Films, el primer projecte dels quals va ser The Postmodern Life of My Aunt.
Encara que inicialment desinteressada en el treball de Xiao Hong quan els va llegir en els anys 1970, Hui més tard va rellegir les seves novel·les com a part d'una millor comprensió de l'escriptor literari. Hui va trobar difícil investigar la pròpia vida de Hong a causa del misteri que envoltaven algunes parts de la seva vida, però va assenyalar que el guió resultant de la pel·lícula és "el més pròxim a la veritat que podem aconseguir".

### Rodatge
La producció de The Golden Era va costar 70 milions de yuans i va durar cinc mesos, durant els quals es va realitzar el rodatge a les ciutats de Harbin, Wuhan i Xangai. Ann Hui descriuria més endavant el procés de filmar The Golden Era com a "tibant i nerviós", i va considerar dirigir una comèdia per a la seva següent pel·lícula. A més de les dramatitzacions, The Golden Era incorpora narració fictícia, trencant la quarta paret, i entrevistes documentals falses al llarg de la pel·lícula, una estructura poc ortodoxa que li dona elements de cinema experimental.

## Estrena

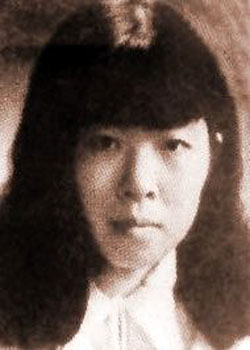
L'escriptora xinesa Xiao Hong, protagonista de The Golden Era.

The Golden Era va fer la seva estrena mundial el 6 de setembre de 2014 a la 71a Mostra Internacional de Cinema de Venècia, on es va projectar fora de competició i es va seleccionar com a pel·lícula de cloenda del festival. L'anterior llargmetratge de Hui, Una vida simple, també es va estrenar a la 68a Mostra Internacional de Cinema de Venècia, on va competir pel Lleó d'Or. Poc després de la seva estrena mundial, The Golden Era  va fer la seva estrena a Amèrica del Nord al Festival Internacional de Cinema de Toronto de 2014, col·locada a la categoria de màsters i distribuït per China Lion Film Distribution Inc. La pel·lícula va continuar apareixent en altres festivals, inclòs el 27è Festival Internacional de Cinema de Tòquio mentre es va estrenar al públic per primera vegada l'1 d'octubre de 2014 a la Xina.
El 17 d'octubre de 2014 es va estrenar alsEstats Units en una estrena limitada que va incloure només 15 sales en un període de 6 setmanes.

### Mitjans domèstics
Edko Films Ltd. (安樂影片) va llançar The Golden Era amb codi regió A el 28 de gener de 2015. Aquesta versió física inclou una galeria de fotos interactiva i un making-off.

## Recepció

### Taquilla
La pel·lícula havia guanyat 51,49 milions ¥ a la taquilla xinesa. En el seu llançament limitat als Estats Units, The Golden Era va guanyar 102.931 dòlars en 15 sales de cinema.

### Recepció crítica

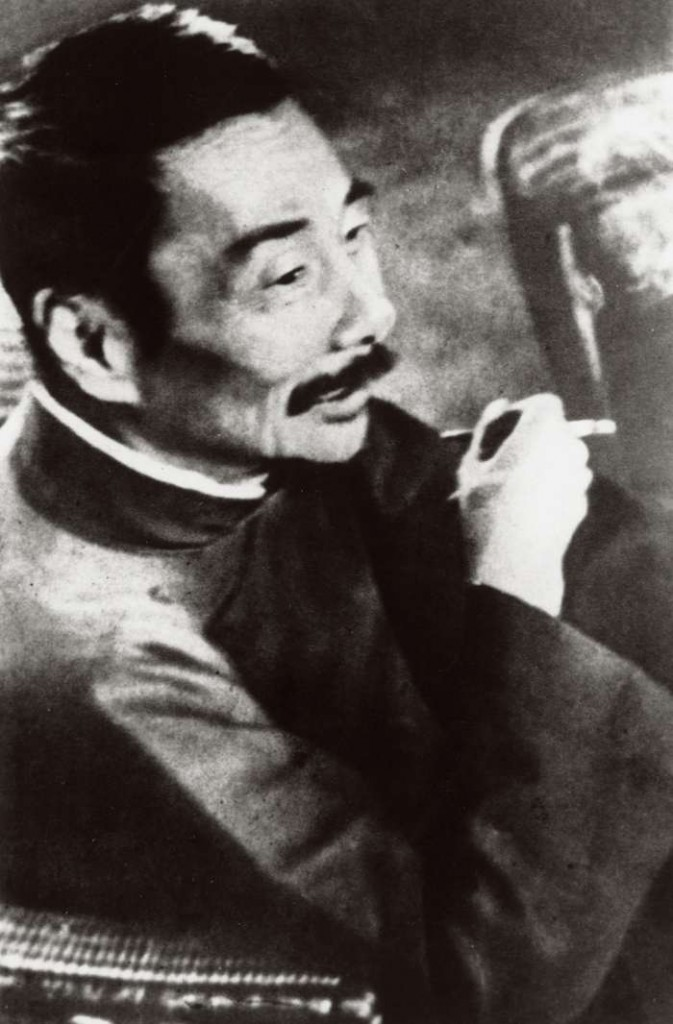
Lu Xun també està representat a la pel·lícula, i interpretat per Wang Zhiwen. La seva interpretació de Lu va ser elogiada per la crítica.

The Golden Era va rebre crítiques mixtes i positives. La majoria de les crítiques van elogiar la direcció d'Ann Hui i la seva visió de la vida de Xiao Hong, però van criticar el seu temps d'execució i la narrativa poc estructurada. El 16 de juny de 2015, Rotten Tomatoes havia donat a la pel·lícula una puntuació del 63% recopilada a partir de 5 crítiques positives i 3 negatives. La puntuació mitjana d'aquestes ressenyes és de 6/10.
Marcus Goh de Yahoo! Movies Singapur va elogiar la pel·lícula per la seva representació de Xiao Hong, anomenant The Golden Era una "poderos història coming-of-age". Andrew Heskins d'Easternkicks.com va trobar que, encara que de vegades "aclaparadora", va felicitar Ann Hui per "intentar impulsar els seus mètodes i estils de narració". James Veriere de Boston Herald va aplaudir la pel·lícula per la seva "narració èpica" de Xiao Hong. En contrast, a Daniel M. Gold de The New York Times no li va agradar el focus de la pel·lícula en els esdeveniments negatius de la vida de Hong, i va explicar com això "la redueix sense voler a un tòpic: la jove artista famolenca, portada a la perdició pels homes - segurament ho hauria rebutjat."
El muntatge i el caràcter experimental de The Golden Era van ser comentats per la crítica. Yvonne Teh de South China Morning Post va trobar que el seu temps d'execució de 179 minuts i l'ús de diferents elements cinematogràfics donaven lloc a una pel·lícula "emocional llunyana", que criticava simultàniament la interpretació de Xiao Hong de Tang Wei. Pel que fa a la seva narració no lineal, Evelyn Kok de la HK Magazine va resumir: "No pots negar el seu magistral ofici i intenció, però és un retrat d'una dona amb els seus trets tots retorçats i confusos."
Lia Ferguson de Montreal Gazette va trobar la pel·lícula informativa i va aplaudir la seva estètica visual, però va descriure com els espectadors xinesos familiaritzats amb la vida de Xiao Hong tenen més probabilitats de gaudir de la pel·lícula i poden "omplir els espais en blanc molt millor" que els espectadors occidentals.

## Premis i nominacions
| Premi                                  | Categoria                   | Nominat(s) | Resultat |
| -------------------------------------- | --------------------------- | ---------- | -------- |
| 34ns Hong Kong Film Awards             |                             |            |          |
| Millor pel·lícula                      | Qin Hong                    | Guanyador  |          |
| Millor director                        | Ann Hui                     | Guanyador  |          |
| Millor guió                            | Li Qiang                    | Nominat    |          |
| Millor actriu                          | Tang Wei                    | Nominat    |          |
| Millor actriu secundària               | Hao Lei                     | Nominat    |          |
| Millor fotografia                      | Wang Yu                     | Guanyador  |          |
| Millor muntatge                        | Manda Wai                   | Nominat    |          |
| Millor direcció artística              | Zhao Hai                    | Guanyador  |          |
| Millor vestuari i maquillatge          | Man Lim Chung               | Guanyador  |          |
| Millor banda sonora original           | Eli Marshall                | Nominat    |          |
| 9ns Asian Film Awards                  |                             |            |          |
| Millor director                        | Ann Hui                     | Guanyador  |          |
| Millor actriu                          | Tang Wei                    | Nominat    |          |
| Millor actor secundari                 | Wang Zhiwen                 | Guanyador  |          |
| Millor guionista                       | Li Qiang                    | Nominat    |          |
| Millor editor                          | Kwong Chi-leung & Manda Wai | Nominat    |          |
| 51ns Golden Horse Film Festival Awards |                             |            |          |
| Millor pel·lícula                      | Qi Hong                     | Nominat    |          |
| Millor director                        | Ann Hui                     | Guanyador  |          |
| Millor actriu                          | Tang Wei                    | Nominat    |          |
| Millor actriu secundària               | Hao Lei                     | Nominat    |          |
| Millor guió original                   | Li Qiang                    | Nominat    |          |